# پوسی رایت
پوسی رایت یک گروه فمینیست پانک راک اعتراضی مستقر در مسکو است. این گروه که در اوت ۲۰۱۱ پایه‌گذاری شده دارای اعضای متغیری است که حدوداً ۱۱ زن را در بر می‌گیرد که از ۲۰ تا ۳۳ سال سن دارند، کلاه صورت‌پوش رنگی می‌پوشند و هنگام مصاحبه‌ها از اسامی مستعار استفاده می‌کنند. گروه پوسی رایت به اجراهای اعتراضی غیرمجاز و حساسیت برانگیز در اماکن عمومی مشهور است. اجراهایی که فیلم‌برداری و به‌صورت موزیک ویدیو در اینترنت منتشر شده‌اند. آنها از مخالفان ولادیمیر پوتین، رییس جمهور روسیه هستند.
سه تن از اعضای این جنبش در ماه اوت بخاطر برپایی نمایشی در کلیسای جامع ارتودکس مسکو که توهین‌آمیز خوانده شد، به دو سال حبس محکوم شدند.